# 천동초등학교
천동초등학교는 대한민국 충청남도 천안시 동남구에 있는 공립 초등학교이다.

## 학교 연혁
- 1922년 3월 31일: 설립인가
- 1922년 5월 19일: 개교
- 1938년 4월 1일: 천동공립심상소학교로 개칭
- 1941년 4월 1일: 천동공립국민학교로 개칭
- 1996년 3월 1일: 천동초등학교로 개칭

## 참고 자료
- 천동초등학교 - 한국교육학술정보원 학교알리미